# H.C. Münsingen Wölfe
Hockey Club Münsingen Wölfe (kurz: HCMW) ist ein Schweizer Rollhockey- und Rollkunstlaufverein aus Münsingen im Kanton Bern. Der Club wurde 2015 gegründet und nimmt mit mehreren Teams an der Schweizer Rollhockey-Meisterschaft teil. Der Verein ist sowohl im Aktiven- als auch im Juniorenbereich tätig und betreibt eine der größten Nachwuchsabteilungen im Schweizer Rollhockey.

## Geschichte
Der HCMW wurde am 10. Juli 2015 gegründet. Seit der Gründung ist der Club kontinuierlich gewachsen und konnte sich im regionalen und nationalen Spielbetrieb etablieren. Seit Oktober 2022 hat der Verein auch eine Rollkunstlaufabteilung. 

## Sportlicher Betrieb

### Aktive Mannschaften
Die erste Herrenmannschaft des HCMW spielt in der 1. Liga der Schweizer Rollhockey-Meisterschaft.

### Nachwuchs
Der Verein legt großen Wert auf Nachwuchsförderung' und ist mit Mannschaften in allen Altersstufen vertreten – von der U9 bis zur U17. Die Juniorenabteilung zählt über 60 Spielerinnen und Spieler und gehört damit zu den größten der Schweiz. In der Sparte Rollkunstlauf sind seit 2022 auch viele Jugendliche aktiv.

## Infrastruktur
Der Club trägt seine Heimspiele und Trainings in der Rollhockeyhalle Schlossmatte in Münsingen aus, welche im Sommer 2024 errichtet wurde und mehrheitlich vom Verein in Eigenleistung geplant und finanziert wurde.